# Женская сборная Нидерландов по гандболу
Женская сборная Нидерландов по гандболу — гандбольная сборная, представляющая Нидерланды на женских чемпионатах мира и Европы по гандболу, а также женских гандбольных турнирах Олимпийских игр. Чемпионка мира 2019 года.
Первую медаль на крупнейших соревнованиях сборная Нидерландов завоевала в 2015 году, выйдя в финал чемпионата мира в Дании и уступив там Норвегии; на Олимпийских играх дебютировала в 2016 году и заняла 4-е место. В 2016 году стала серебряным призёром чемпионата Европы в Швеции, через год заняла третье место на чемпионате мира, а в 2018 году стала третьей на чемпионате Европы.
На чемпионате мира 2019 года в Японии команда Нидерландов в полуфинале обыграла сборную России (33:32), а в финале победила Испанию (30:29) и впервые в истории стала чемпионом мира. Эставана Полман была признана самым ценным игроком турнира.

## Достижения

### Олимпийские игры
- 1976—2012: Не участвовала
- 2016: 4-е место
- 2020: 5-е место

### Чемпионаты мира
- 1957—1965: Не квалифицировалась
- 1971: 8-е место
- 1973: 12-е место
- 1975: Не квалифицировалась
- 1978: 9-е место
- 1982: Не квалифицировалась
- 1986: 10-е место
- 1990—1997: Не квалифицировалась
- 1999: 10-е место
- 2001: 14-е место
- 2003: Не квалифицировалась
- 2005: 5-е место
- 2007—2009: Не квалифицировалась
- 2011: 15-е место
- 2013: 13-е место
- 2015:  2-е место
- 2017:  3-е место
- 2019:  1-е место
- 2021: 9-е место
- 2023: 5-е место

### Чемпионаты Европы
- 1994—1996: Не квалифицировалась
- 1998: 10-е место
- 2000: Не квалифицировалась
- 2002: 14-е место
- 2004: Не квалифицировалась
- 2006: 15-е место
- 2008: Не квалифицировалась
- 2010: 8-е место
- 2012: Не квалифицировалась
- 2014: 7-е место
- 2016:  2-е место
- 2018:  3-е место
- 2020: 6-е место
- 2022: 6-е место
- 2024: 6-е место